# La buscona
La buscona es una película filmada en colores coproducción de Argentina y México dirigida por Emilio Gómez Muriel según el guion de Alfredo Ruanova que se estrenó el 25 de mayo de 1971 y que tuvo como protagonistas a Isela Vega, Enrique Lizalde, Jorge Salcedo y Susana Giménez. Al ser rechazado el libro en el Instituto Nacional de Cinematografía, la filmación se realizó en Montevideo, Uruguay. Tiene el título alternativo de Como tú me deseas.

## Sinopsis
Un muchacho bueno e inocente se enamora de una mujer bella y sin prejuicios.

## Reparto
- Isela Vega
- Enrique Lizalde
- Jorge Salcedo
- Susana Giménez
- Pochi Grey
- Luis Alarcón

## Comentarios
La revista Confirmado opinó:

”Tal como podía esperarse…es en realidad una auténtica película mexicana.”

Manrupe y Portela escriben:

”Pseudo erótica para mostrar a Isela Vega y con una curiosa participación de Susana Giménez.”